# Thorens TD 124

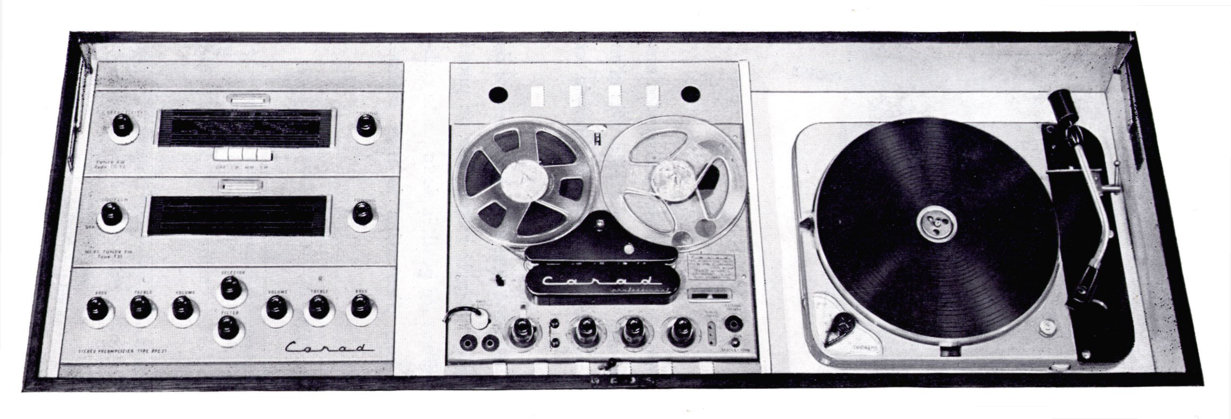
Un vecchio compatto Carad Pro Arte (1962) con un Thorens TD 124

Il Thorens TD 124 è un giradischi svizzero prodotto dal 1957 al 1969 da Thorens.
Trasmissione mista cinghia e puleggia. La prima serie montava il braccio originale 'BTD 12', la seconda serie costruita dal 1966 montava il braccio 'tp 14' molto simile al '929' della tedesca EMT. La prima e la seconda serie non avevano sostanziali differenze a parte il colore che dal beige diventerà grigio con l'ultimo modello, le manopole che selezionano l'accensione e le quattro velocità, la levetta alzabraccio e il piatto che sarà amagnetico col secondo modello. A dire il vero con il 124II si apportarono miglioramenti tecnico-funzionali come ad esempio il motore ora più potente. Più funzionale rispetto al suo diretto concorrente, il Garrard 301, anch'esso a puleggia, in quanto sul 124 la basetta è intercambiabile, ciò permette la sostituzione del braccio con più praticità, la possibilità di regolare la velocità di rotazione del piatto, con l'ausilio di uno stroboscopio inserito sulla parte frontale.
Veniva venduto all'epoca senza base e senza braccio. Esistono diversi esemplari con basi anti sismiche costruite artigianalmente, il più delle volte molto pesanti e di grosse dimensioni. Questo per ridurre al minimo le vibrazioni indotte dal motore, anche se ciò in realtà non avviene. La base fornita originalmente dalla casa su richiesta del cliente era ultra leggera e di grandezza modesta, infatti grazie ai funghetti in gomma e ai supporti in gomma del motore, era perfetta. Necessità fondamentale invece per il 301 della Garrard la sistemazione su un plinto di massa e misure importanti. È anche vero che questi giradischi erano richiesti dalle emittenti radiofoniche, e quindi installati su una consolle fissa, per un uso professionale e non vi era quindi il problema su menzionato.
La Thorens abbandonerà questo progetto per passare alla produzione del TD 125, con trasmissione a cinghia. Anche la produzione si sposterà a Lahr in Germania, stesso stabilimento della EMT.